# Ultra’s
Ultra’s, ultragroepen of (op zijn Engels gespeld als) ultras zijn fanatieke supportersgroepen van voetbalclubs, die bovengemiddeld veel sfeer maken. De term wordt van oudsher vooral gebruikt voor supportersgroepen in Zuid-Europese landen zoals Italië, Spanje en delen van Frankrijk. In het recente verleden  zijn er ook in bepaalde Noord- en Centraal-Europese landen ultragroepen ontstaan, zoals in Duitsland, Nederland en Oostenrijk.
In de basis is het doel van een ultragroep om het eigen voetbalelftal actief en expressief te ondersteunen. Dit wordt gedaan door middel van bijvoorbeeld zang, muziek en vlagvertoon. Er zijn echter ook ultragroepen, of delen ervan, die zich bedienen van hooligangedrag, zoals het gooien van vuurwerk, rellen en het roepen van racistische leuzen. Soms worden ultragroepen geassocieerd met een politieke stroming, maar of deze links, rechts, progressief of conservatief is, verschilt per land en per groep.

## Geschiedenis
De oudste Ultragroep in Europa is het Kroatische Torcida Split van de voetbalploeg HNK Hajduk Split die werd opgericht op 28 oktober 1950. Ultragroepen groeiden echter vooral in Italië toen voetbalclubs daar in de jaren 1960 de prijzen van de toegangskaarten verlaagden. De laatste jaren  zijn de Ultras ook in Nederland en België in opkomst.

### Italië
De grote meerderheid van de ultra’s in Italië wordt beschouwd als extreemrechts. Op de tribunes bedienen de groepen zich van racistische leuzen tegen Joden, Afrikanen, Roma en Sinti. Voetbalclub Juventus uit Turijn werd gechanteerd door haar eigen ultra’s, die in ruil voor goed gedrag lagere ticketprijzen eisten.

### Nederland
De eerste Ultragroep in Nederland dateert van 1991, en was "Ultras Vak-P" van FC Twente. Vanaf 2020, de coronaperiode, kwamen er nieuwe supportersgroepen op, die zich ook ultra’s noemden. Ze kenmerkten zich door hun gemiddeld jongere leeftijd, en door agressiever gedrag dan de oudere supportersgroepen.

### Rusland
In Rusland zijn de ultra’s berucht, en staan ze bekend als notoire relschoppers. Tijdens het WK mannenvoetbal in 2018, dat door Rusland gezien werd als prestigeproject, zette Poetin de Russische geheime dienst in om de eigen ultra’s in het gareel te houden. Vier jaar later zou hij van diezelfde ultra’s echter dankbaar gebruik maken bij de invasie van Oekraïne.

## Kenmerken

### Structuur
De Ultragroepen bestaan gewoonlijk uit een kerngroep die vaak de leiding neemt en bijvoorbeeld de Capo's levert. Daarnaast zijn er dan vaak nog enkele subgroepen die door vriendschap of plaats zijn georganiseerd. De Ultra’s verkopen vaak eigen merchandise zoals jassen of sjaals.
Meestal hebben de Ultra’s ook vertegenwoordigers die met de beleidsbepalers van de clubs allerlei zaken regelen zoals opslagfaciliteiten voor de spandoeken. Sommige clubs verlenen de Ultra’s goedkopere kaartjes, opslagfaciliteit voor vlaggen en spandoeken en vroege toegang tot het stadion.

### Gedrag
Ultra’s kleden zich doorgaans in het zwart, waarbij ze hun gezicht verhullen met petjes, capuchons of bivakmutsen.
Ultragroepen worden gekenmerkt door non-stop gezang, zowel voor het eigen team als tegen de tegenstander. Verder maken ze gebruik van Tifo-choreografie, vuurwerk en spandoeken. De liederen worden meestal begeleid door drums en vaandels en de liederen worden aangezet door de zogenaamde Capo´s (leidinggevenden) door middel van microfoons bijvoorbeeld.
De 4 kernpunten van de Ultrabeleving zijn:
- Nooit stoppen met zingen ongeacht wat het resultaat is
- Nooit zitten tijdens een wedstrijd; altijd staan
- Het bijwonen van zo veel mogelijk wedstrijden van je club zowel thuis als uit
- Loyaal zijn aan de groep

### Acties
Veel ultra’s, vooral in Italië, laten duidelijk merken dat zij tegen het "moderne voetbal" zijn. Dit houdt in dat iedereen moet zitten in het stadion, duurdere kaartjes, wedstrijden die op andere tijden gespeeld wordt op niet traditionele tijden (waardoor mensen bijvoorbeeld door werk niet bij de wedstrijd aanwezig kunnen zijn) en de extreme commercialisering van het voetbal. Er zijn daardoor veel spandoeken te zien met daarop de tekst "tegen het moderne voetbal".
Voor grote wedstrijden maken de Ultra’s een Tifo-actie die ze uitvoeren als de teams het veld opkomen. Soms gebeurt dat door het hele stadion en soms in het vak waar de Ultra’s staan. De Ultra’s zijn hier soms al weken van tevoren aan bezig.